# Marteria/Diskografie
Diese Diskografie ist eine Übersicht über die musikalischen Werke des deutschen Rappers Marteria und seines Pseudonyms Marsimoto. Den Schallplattenauszeichnungen zufolge hat er bisher mehr als 3,3 Millionen Tonträger verkauft. Seine erfolgreichste Veröffentlichung ist die Single Lila Wolken mit über einer Million verkauften Einheiten. Diese verkaufte sich alleine in Deutschland über eine Million Mal, womit sie zu den meistverkauften Singles des Landes zählt.

## Alben

### Studioalben
| Jahr | Titel Musiklabel                              | Höchstplatzierung, Gesamtwochen, AuszeichnungChartplatzierungen (Jahr, Titel, Musiklabel, Platzierungen, Wochen, Auszeichnungen, Anmerkungen) | Höchstplatzierung, Gesamtwochen, AuszeichnungChartplatzierungen (Jahr, Titel, Musiklabel, Platzierungen, Wochen, Auszeichnungen, Anmerkungen) | Höchstplatzierung, Gesamtwochen, AuszeichnungChartplatzierungen (Jahr, Titel, Musiklabel, Platzierungen, Wochen, Auszeichnungen, Anmerkungen) | Anmerkungen                                               |
| Jahr | Titel Musiklabel                              | DE | AT | CH | Anmerkungen                                               |
| ---- | --------------------------------------------- | --- | --- | --- | --------------------------------------------------------- |
| 2006 | Halloziehnation Magnum12 (GA)                 | DE73 (1 Wo.)DE | — | — | Erstveröffentlichung: 7. Juli 2006 als Marsimoto          |
| 2007 | Base Ventura Magnum12 (GA)                    | — | — | — | Erstveröffentlichung: 28. September 2007                  |
| 2008 | Zu zweit allein Four Music (Sony BMG)         | DE84 (1 Wo.)DE | — | — | Erstveröffentlichung: 17. Oktober 2008 als Marsimoto      |
| 2010 | Zum Glück in die Zukunft Four Music (Sony)    | DE7 Gold · (13 Wo.)DE | AT35 (1 Wo.)AT | CH67 (1 Wo.)CH | Erstveröffentlichung: 20. August 2010 Verkäufe: + 100.000 |
| 2012 | Grüner Samt Four Music (Sony)                 | DE3 (4 Wo.)DE | AT25 (1 Wo.)AT | CH13 (2 Wo.)CH | Erstveröffentlichung: 13. Januar 2012 als Marsimoto       |
| 2014 | Zum Glück in die Zukunft II Four Music (Sony) | DE1 Platin · (37 Wo.)DE | AT2 (12 Wo.)AT | CH3 (12 Wo.)CH | Erstveröffentlichung: 31. Januar 2014 Verkäufe: + 200.000 |
| 2015 | Ring der Nebelungen Green Berlin (Sony)       | DE3 (10 Wo.)DE | AT4 (5 Wo.)AT | CH6 (6 Wo.)CH | Erstveröffentlichung: 13. Januar 2015 als Marsimoto       |
| 2017 | Roswell Green Berlin (Sony)                   | DE2 Gold · (30 Wo.)DE | AT2 (7 Wo.)AT | CH4 (10 Wo.)CH | Erstveröffentlichung: 26. Mai 2017 Verkäufe: + 100.000    |
| 2018 | Verde Green Berlin (Sony)                     | DE3 (5 Wo.)DE | AT7 (2 Wo.)AT | CH17 (2 Wo.)CH | Erstveröffentlichung: 27. April 2018 als Marsimoto        |
| 2021 | 5. Dimension Green Berlin (Sony)              | DE4 (6 Wo.)DE | AT6 (3 Wo.)AT | CH7 (3 Wo.)CH | Erstveröffentlichung: 15. Oktober 2021                    |
| 2024 | Keine Intelligenz BMG (BMG)                   | DE3 (2 Wo.)DE | AT52 (1 Wo.)AT | CH36 (1 Wo.)CH | Erstveröffentlichung: 20. April 2024 als Marsimoto        |

### Kollaboalben
| Jahr | Titel Musiklabel                          | Höchstplatzierung, Gesamtwochen, AuszeichnungChartplatzierungen (Jahr, Titel, Musiklabel, Platzierungen, Wochen, Auszeichnungen, Anmerkungen) | Höchstplatzierung, Gesamtwochen, AuszeichnungChartplatzierungen (Jahr, Titel, Musiklabel, Platzierungen, Wochen, Auszeichnungen, Anmerkungen) | Höchstplatzierung, Gesamtwochen, AuszeichnungChartplatzierungen (Jahr, Titel, Musiklabel, Platzierungen, Wochen, Auszeichnungen, Anmerkungen) | Anmerkungen                                      |
| Jahr | Titel Musiklabel                          | DE | AT | CH | Anmerkungen                                      |
| ---- | ----------------------------------------- | --- | --- | --- | ------------------------------------------------ |
| 2018 | 1982 Beat The Rich! • Green Berlin (Sony) | DE1 (15 Wo.)DE | AT3 (3 Wo.)AT | CH6 (3 Wo.)CH | Erstveröffentlichung: 31. August 2018 mit Casper |

### Livealben
| Jahr | Titel Musiklabel                          | Höchstplatzierung, Gesamtwochen, AuszeichnungChartplatzierungen (Jahr, Titel, Musiklabel, Platzierungen, Wochen, Auszeichnungen, Anmerkungen) | Höchstplatzierung, Gesamtwochen, AuszeichnungChartplatzierungen (Jahr, Titel, Musiklabel, Platzierungen, Wochen, Auszeichnungen, Anmerkungen) | Höchstplatzierung, Gesamtwochen, AuszeichnungChartplatzierungen (Jahr, Titel, Musiklabel, Platzierungen, Wochen, Auszeichnungen, Anmerkungen) | Anmerkungen                             |
| Jahr | Titel Musiklabel                          | DE | AT | CH | Anmerkungen                             |
| ---- | ----------------------------------------- | --- | --- | --- | --------------------------------------- |
| 2018 | Live im Ostseestadion Green Berlin (Sony) | DE5 (4 Wo.)DE | — | — | Erstveröffentlichung: 30. November 2018 |

### EPs
| Jahr | Titel Musiklabel                   | Höchstplatzierung, Gesamtwochen, AuszeichnungChartplatzierungen (Jahr, Titel, Musiklabel, Platzierungen, Wochen, Auszeichnungen, Anmerkungen) | Höchstplatzierung, Gesamtwochen, AuszeichnungChartplatzierungen (Jahr, Titel, Musiklabel, Platzierungen, Wochen, Auszeichnungen, Anmerkungen) | Höchstplatzierung, Gesamtwochen, AuszeichnungChartplatzierungen (Jahr, Titel, Musiklabel, Platzierungen, Wochen, Auszeichnungen, Anmerkungen) | Anmerkungen                                                                      |
| Jahr | Titel Musiklabel                   | DE | AT | CH | Anmerkungen                                                                      |
| ---- | ---------------------------------- | --- | --- | --- | -------------------------------------------------------------------------------- |
| 2011 | Green Juice Green Berlin (Sony)    | DE59 (1 Wo.)DE | — | — | Erstveröffentlichung: 16. Dezember 2011 Neuauflage: 20. April 2017 als Marsimoto |
| 2012 | Lila Wolken EP Green Berlin (Sony) | DE—*DE | AT—*AT | CH—*CH | Erstveröffentlichung: 14. September 2012 mit Yasha & Miss Platnum * siehe Single |

## Singles

### Als Leadmusiker
| Jahr | Titel Album                                             | Höchstplatzierung, Gesamtwochen, AuszeichnungChartplatzierungen (Jahr, Titel, Album, Platzierungen, Wochen, Auszeichnungen, Anmerkungen) | Höchstplatzierung, Gesamtwochen, AuszeichnungChartplatzierungen (Jahr, Titel, Album, Platzierungen, Wochen, Auszeichnungen, Anmerkungen) | Höchstplatzierung, Gesamtwochen, AuszeichnungChartplatzierungen (Jahr, Titel, Album, Platzierungen, Wochen, Auszeichnungen, Anmerkungen) | Anmerkungen                                                                              |
| Jahr | Titel Album                                             | DE | AT | CH | Anmerkungen                                                                              |
| --- | ------------------------------------------------------- | --- | --- | --- | ---------------------------------------------------------------------------------------- |
| 2009 | Zum König geboren –                                     | — | — | — | Erstveröffentlichung: 6. Februar 2009 feat. Son of Dave                                  |
| 2010 | Verstrahlt Zum Glück in die Zukunft                     | DE32 Gold · (10 Wo.)DE | AT30 (4 Wo.)AT | — | Erstveröffentlichung: 13. August 2010 Verkäufe: + 150.000; feat. Yasha                   |
| 2010 | Marteria Girl Zum Glück in die Zukunft                  | — | — | — | Erstveröffentlichung: 5. November 2010                                                   |
| 2011 | Sekundenschlaf Zum Glück in die Zukunft                 | DE58 (6 Wo.)DE | — | — | Erstveröffentlichung: 4. März 2011 feat. Peter Fox                                       |
| 2012 | Lila Wolken Lila Wolken EP                              | DE1 Diamant · (49 Wo.)DE | AT22 Gold · (31 Wo.)AT | CH11 Platin · (27 Wo.)CH | Erstveröffentlichung: 14. September 2012 Verkäufe: + 1.045.000 mit Yasha & Miss Platnum  |
| 2013 | Blue Uganda –                                           | DE66 (1 Wo.)DE | — | — | Erstveröffentlichung: 17. Mai 2013 mit Maeckes, Lady Slyke, Bris Jean, Abramz, Sylvester |
| 2013 | Big Bang –                                              | DE40 (3 Wo.)DE | — | — | Erstveröffentlichung: 30. August 2013                                                    |
| 2013 | Bengalische Tiger Zum Glück in die Zukunft II           | DE49 (3 Wo.)DE | — | — | Erstveröffentlichung: 6. November 2013                                                   |
| 2013 | Kids (2 Finger an den Kopf) Zum Glück in die Zukunft II | DE6 Gold · (25 Wo.)DE | AT5 (20 Wo.)AT | CH57 (2 Wo.)CH | Erstveröffentlichung: 6. Dezember 2013 Verkäufe: + 150.000                               |
| 2014 | OMG! Zum Glück in die Zukunft II                        | DE8 ×3Dreifachgold · (26 Wo.)DE | AT27 (11 Wo.)AT | CH42 (8 Wo.)CH | Erstveröffentlichung: 24. Januar 2014 Verkäufe: + 450.000                                |
| 2014 | Welt der Wunder Zum Glück in die Zukunft II             | DE75 Gold · (5 Wo.)DE | — | — | Erstveröffentlichung: 23. Mai 2014 Verkäufe: + 150.000                                   |
| 2015 | Illegalize It Ring der Nebelungen                       | DE88 (1 Wo.)DE | — | — | Erstveröffentlichung: 22. April 2015 als Marsimoto                                       |
| 2017 | Aliens Roswell                                          | DE41 (6 Wo.)DE | — | — | Erstveröffentlichung: 17. März 2017 feat. Teutilla                                       |
| 2017 | Das Geld muss weg Roswell                               | DE37 Gold · (9 Wo.)DE | — | — | Erstveröffentlichung: 5. Mai 2017 Verkäufe: + 200.000                                    |
| 2017 | Scotty beam mich hoch Roswell                           | DE62 (2 Wo.)DE | — | — | Erstveröffentlichung: 22. September 2017                                                 |
| 2018 | Champion Sound 1982                                     | DE65 (2 Wo.)DE | — | — | Erstveröffentlichung: 29. Juni 2018 mit Casper                                           |
| 2018 | Supernova 1982                                          | DE46 (4 Wo.)DE | AT71 (1 Wo.)AT | — | Erstveröffentlichung: 10. August 2018 mit Casper                                         |
| 2018 | Chardonnay & Purple Haze 1982                           | DE44 (3 Wo.)DE | — | — | Erstveröffentlichung: 24. August 2018 mit Casper                                         |
| 2021 | Niemand bringt Marten um 5. Dimension                   | DE10 Gold · (12 Wo.)DE | AT55 (1 Wo.)AT | CH76 (1 Wo.)CH | Erstveröffentlichung: 12. März 2021 Verkäufe: + 200.000                                  |
| 2021 | Paradise Delay 5. Dimension                             | DE78 (1 Wo.)DE | — | — | Erstveröffentlichung: 30. April 2021 feat. DJ Koze                                       |
| 2021 | Marilyn 5. Dimension                                    | DE— aDE | — | — | Erstveröffentlichung: 11. Juni 2021 feat. Siriusmo                                       |
| 2021 | Love, Peace & Happiness 5. Dimension                    | DE75 (2 Wo.)DE | — | — | Erstveröffentlichung: 17. September 2021 feat. Inéz & Yasha                              |
| 2022 | Scheiß Ossis / Scheiß Wessis –                          | DE5 (1 Wo.)DE | — | — | Erstveröffentlichung: 25. März 2022 Split-Single mit Die Toten Hosen                     |
| 2022 | Wald –                                                  | DE— bDE | — | — | Erstveröffentlichung: 23. November 2022 feat. Nobodys Face                               |
| 2023 | Der Mensch stammt von Waffen ab –                       | DE— cDE | — | — | Erstveröffentlichung: 25. August 2023                                                    |
| 2024 | Jacky Keine Intelligenz                                 | DE99 (1 Wo.)DE | — | — | Erstveröffentlichung: 22. März 2024 als Marsimoto feat. Sido & Marteria                  |
| Folgende Lieder erschienen nicht als Single, wurden aber durch das Album zum Download und Streaming bereitgestellt und konnten somit eine Platzierung erlangen: |                                                         | | | |                                                                                          |
| |                                                         | | | |                                                                                          |
| 2012 | Feuer Lila Wolken EP                                    | DE52 (9 Wo.)DE | — | — | Charteinstieg: 28. September 2012 mit Yasha & Miss Platnum                               |
| 2014 | Die Nacht ist mit mir Zum Glück in die Zukunft II       | DE99 (1 Wo.)DE | — | — | Charteinstieg: 13. Februar 2014 feat. Campino                                            |
| 2017 | El Presidente Roswell                                   | DE71 (1 Wo.)DE | — | — | Charteinstieg: 2. Juni 2017                                                              |
| 2017 | Tauchstation Roswell                                    | DE83 (1 Wo.)DE | — | — | Charteinstieg: 2. Juni 2017                                                              |
| 2017 | Roswell                                                 | DE86 (1 Wo.)DE | — | — | Charteinstieg: 2. Juni 2017                                                              |
| 2017 | Blue Marlin Roswell                                     | DE88 (1 Wo.)DE | — | — | Charteinstieg: 2. Juni 2017                                                              |
| 2017 | Cadillac Roswell                                        | DE99 (1 Wo.)DE | — | — | Charteinstieg: 2. Juni 2017                                                              |
| 2018 | Adrenalin 1982                                          | DE59 (1 Wo.)DE | — | — | Charteinstieg: 7. September 2018 mit Casper                                              |
| 2018 | 1982 (Als ob’s gestern war) 1982                        | DE67 (1 Wo.)DE | — | — | Charteinstieg: 7. September 2018 mit Casper                                              |
| 2018 | Willkommen in der Vorstadt 1982                         | DE73 (1 Wo.)DE | — | — | Charteinstieg: 7. September 2018 mit Casper                                              |

### Als Gastmusiker
| Jahr | Titel Album                                                        | Höchstplatzierung, Gesamtwochen, AuszeichnungChartplatzierungen (Jahr, Titel, Album, Platzierungen, Wochen, Auszeichnungen, Anmerkungen) | Höchstplatzierung, Gesamtwochen, AuszeichnungChartplatzierungen (Jahr, Titel, Album, Platzierungen, Wochen, Auszeichnungen, Anmerkungen) | Höchstplatzierung, Gesamtwochen, AuszeichnungChartplatzierungen (Jahr, Titel, Album, Platzierungen, Wochen, Auszeichnungen, Anmerkungen) | Anmerkungen                                                                            |
| Jahr | Titel Album                                                        | DE | AT | CH | Anmerkungen                                                                            |
| ---- | ------------------------------------------------------------------ | --- | --- | --- | -------------------------------------------------------------------------------------- |
| 2013 | Maskerade 30-11-80                                                 | DE56 (1 Wo.)DE | AT20 (1 Wo.)AT | — | Erstveröffentlichung: 29. November 2013 Sido feat. Genetikk & Marsimoto                |
| 2014 | Do They Know It’s Christmas? (Deutsche Version) –                  | DE1 (5 Wo.)DE | AT10 (3 Wo.)AT | CH21 (2 Wo.)CH | Erstveröffentlichung: 21. November 2014 mit Band Aid 30 Germany                        |
| 2014 | Ich rolle mit meim Besten (Babos Remix) Russisch Roulette (Deluxe) | DE48 Gold · (2 Wo.)DE | — | — | Erstveröffentlichung: 28. November 2014 Verkäufe: + 200.000; Haftbefehl feat. Marteria |
| 2017 | Normale Leute Royal Bunker                                         | DE69 (1 Wo.)DE | — | CH95 (1 Wo.)CH | Erstveröffentlichung: 25. August 2017 Kool Savas & Sido feat. Marteria                 |
| 2021 | Eule Earth, Wind & Feiern                                          | DE96 (1 Wo.)DE | — | — | Erstveröffentlichung: 19. März 2021 Jan Delay feat. Marteria                           |
| 2022 | Wendekind Dorfdisko zwei                                           | DE80 (1 Wo.)DE | — | — | Erstveröffentlichung: 10. November 2022 Finch feat. Marteria & Silbermond              |

## Musikvideos
| Jahr | Titel                                           | Regie                              |
| ---- | ----------------------------------------------- | ---------------------------------- |
| 2008 | Todesliste                                      | Daniel Franke                      |
| 2008 | Stage Divin’                                    | Daniel Franke, Martin W. Maier     |
| 2008 | Mein Dad ist Hip-Hop                            | Daniel Franke                      |
| 2009 | Zum König geboren                               |                                    |
| 2010 | Verstrahlt                                      | Daniel Franke                      |
| 2010 | Marteria Girl                                   | Daniel Franke                      |
| 2010 | Endboss                                         | Daniel Franke                      |
| 2011 | Sekundenschlaf                                  | Daniel Franke                      |
| 2011 | Traktor                                         |                                    |
| 2012 | Triptheorie / Meine Rhymes & Ich                |                                    |
| 2012 | Lila Wolken                                     | Felix Urbauer                      |
| 2012 | Feuer                                           |                                    |
| 2012 | Bruce Wayne                                     |                                    |
| 2013 | Big Bang                                        | Daniel Franke, Sander Houtkruijer  |
| 2013 | Maskerade                                       | Nazar                              |
| 2013 | Kids (2 Finger an den Kopf)                     | Sander Houtkruijer                 |
| 2014 | OMG!                                            | Justin Kruse                       |
| 2014 | Welt der Wunder                                 | Paul Ripke                         |
| 2014 | Do They Know It’s Christmas? (Deutsche Version) |                                    |
| 2014 | Ich rolle mit meim Besten (Remix)               |                                    |
| 2014 | Mein Rostock                                    | Justin Izumi                       |
| 2015 | Illegalize It                                   |                                    |
| 2015 | Zecken raus                                     |                                    |
| 2017 | Aliens                                          | Specter                            |
| 2017 | Das Geld muss weg                               |                                    |
| 2017 | El Presidente                                   |                                    |
| 2021 | Niemand bringt Marten um                        | Jakob Grunert                      |
| 2021 | Eule                                            | Florian Kaiser, Kristian Sickinger |

## Autorenbeteiligungen und Produktionen
Marteria als Autor und Produzent in den Charts

| Jahr | Titel Interpretation                                                | Höchstplatzierung, Gesamtwochen, AuszeichnungChartplatzierungen (Jahr, Titel, Interpretation, Platzierungen, Wochen, Auszeichnungen, Anmerkungen) | Höchstplatzierung, Gesamtwochen, AuszeichnungChartplatzierungen (Jahr, Titel, Interpretation, Platzierungen, Wochen, Auszeichnungen, Anmerkungen) | Höchstplatzierung, Gesamtwochen, AuszeichnungChartplatzierungen (Jahr, Titel, Interpretation, Platzierungen, Wochen, Auszeichnungen, Anmerkungen) | Anmerkungen                                                            | [↑]: gemeinsam behandelt mit vorhergehendem Eintrag; [←]: in beiden Charts platziert |
| Jahr | Titel Interpretation                                                | DE | AT | CH | Anmerkungen                                                            |                                                                                      |
| --- | ------------------------------------------------------------------- | --- | --- | --- | ---------------------------------------------------------------------- | ------------------------------------------------------------------------------------ |
| 2010 | Verstrahlt Marteria feat. Yasha                                     | DE32 Gold · (10 Wo.)DE | AT30 (4 Wo.)AT | — | Erstveröffentlichung: 13. August 2010 Verkäufe: + 150.000; feat. Yasha |                                                                                      |
| 2011 | Sekundenschlaf Marteria feat. Peter Fox                             | DE58 (6 Wo.)DE | — | — | Erstveröffentlichung: 4. März 2011                                     |                                                                                      |
| 2011 | So Perfekt Casper                                                   | DE14 Platin · (17 Wo.)DE | AT29 (3 Wo.)AT | — | Erstveröffentlichung: 29. Juli 2011 Verkäufe: + 300.000                |                                                                                      |
| 2012 | Lila Wolken Marteria / Yasha / Miss Platnum                         | DE1 Diamant · (49 Wo.)DE | AT22 Gold · (31 Wo.)AT | CH11 Platin · (27 Wo.)CH | Erstveröffentlichung: 14. September 2012 Verkäufe: + 1.045.000         |                                                                                      |
| 2012 | Feuer Marteria / Yasha / Miss Platnum                               | DE52 (9 Wo.)DE[AT: ↑][CH: ↑] | AT22 Gold · (31 Wo.)AT | CH11 Platin · (27 Wo.)CH | Erstveröffentlichung: 14. September 2012                               |                                                                                      |
| 2013 | Strand Yasha                                                        | DE19 (13 Wo.)DE | AT74 (1 Wo.)AT | CH73 (1 Wo.)CH | Erstveröffentlichung: 31. Mai 2013                                     |                                                                                      |
| 2013 | Das ist der Moment Die Toten Hosen                                  | DE13 (9 Wo.)DE | AT41 (3 Wo.)AT | CH31 (1 Wo.)CH | Erstveröffentlichung: 9. August 2013                                   |                                                                                      |
| 2013 | Big Bang Marteria                                                   | DE40 (3 Wo.)DE | — | — | Erstveröffentlichung: 30. August 2013                                  |                                                                                      |
| 2013 | Bengalische Tiger Marteria                                          | DE49 (3 Wo.)DE | — | — | Erstveröffentlichung: 6. November 2013                                 |                                                                                      |
| 2013 | Maskerade Sido feat. Genetikk & Marsimoto                           | DE56 (1 Wo.)DE | AT20 (1 Wo.)AT | — | Erstveröffentlichung: 29. November 2013                                |                                                                                      |
| 2013 | Kids (2 Finger an den Kopf) Marteria                                | DE6 Gold · (25 Wo.)DE | AT5 (20 Wo.)AT | CH57 (2 Wo.)CH | Erstveröffentlichung: 6. Dezember 2013 Verkäufe: + 150.000             |                                                                                      |
| 2014 | OMG! Marteria                                                       | DE8 Gold · (26 Wo.)DE | AT27 (11 Wo.)AT | CH42 (8 Wo.)CH | Erstveröffentlichung: 24. Januar 2014 Verkäufe: + 150.000              |                                                                                      |
| 2014 | Welt der Wunder Marteria                                            | DE75 Gold · (5 Wo.)DE | — | — | Erstveröffentlichung: 9. Mai 2014 Verkäufe: + 150.000                  |                                                                                      |
| 2014 | Do They Know It’s Christmas? (Deutsche Version) Band Aid 30 Germany | DE1 (5 Wo.)DE | AT10 (3 Wo.)AT | CH21 (2 Wo.)CH | Erstveröffentlichung: 21. November 2014                                |                                                                                      |
| 2014 | Ich rolle mit meim Besten (Remix) Haftbefehl feat. Marteria         | DE48 Gold · (2 Wo.)DE | — | — | Erstveröffentlichung: 28. November 2014 Verkäufe: + 200.000            |                                                                                      |
| 2015 | Illegalize It Marsimoto                                             | DE88 (1 Wo.)DE | — | — | Erstveröffentlichung: 22. April 2015                                   |                                                                                      |
| 2017 | Aliens Marteria feat. Teutilla                                      | DE41 (4 Wo.)DE | — | — | Erstveröffentlichung: 17. März 2017                                    |                                                                                      |
| 2017 | Das Geld muss weg Marteria                                          | DE37 Gold · (9 Wo.)DE | — | — | Erstveröffentlichung: 5. Mai 2017 Verkäufe: + 200.000                  |                                                                                      |
| Folgende Lieder erschienen nicht als Single, wurden aber durch das Album zum Download und Streaming bereitgestellt und konnten somit eine Platzierung erlangen: |                                                                     | | | |                                                                        |                                                                                      |
| |                                                                     | | | |                                                                        |                                                                                      |
| 2014 | Die Nacht ist mit mir Marteria feat. Campino                        | DE99 (1 Wo.)DE | — | — | Charteinstieg: 13. Februar 2014                                        |                                                                                      |

## Promoveröffentlichungen

### Freetracks
- 2007: Hintergedanken
- 2007: Remmi Demmi (Osten Powers Remix)
- 2009: Neue Nikes
- 2010: Maradona-Shirt
- 2011: Barfuß durch den Park
- 2012: Romeo & Julia
- 2012: Wir sind Marsi (feat. Kid Simius)

### Juice-Exclusives
- 2002: Wer nicht wagt der nicht gewinnt (Juice-CD #16, feat. Underdog Cru & DJ Lord Wax)
- 2006: Alarmstufe Dope (Juice-CD #66)
- 2007: New Kids on the Block II – Flash Gordon (Juice-CD #75)
- 2007: Rapper des Monats (Juice-CD #77, Marteria feat. Marsimoto)
- 2007: Phantom der Opfer (Juice-CD #78, feat. Maeckes & Plan B)
- 2007: Was ihr redet (Juice-CD #80, feat. Ercandize, Vega & Separate)
- 2007: Grüne Brille (Juice Remix) (Juice-CD #82)
- 2008: Der Penis deiner Frau (Juice-CD #83)
- 2008: 2 Mann Armee (Juice-CD #86, Marteria feat. Marsimoto)
- 2008: Todesliste (Juice-CD #91)
- 2009: MFG (Mit Füßen getreten) (Juice-CD #100, feat. King Orgasmus One)
- 2012: Lila Wolken (Stickles Krabbe Remix) (Juice-CD #113, mit Miss Platnum und Yasha)
- 2012: Mir ist kalt (Juice-CD #140)

## Sonderveröffentlichungen

### Gastbeiträge
- 2001: Hall of Fame (Underdog Cru feat. Marteria)
- 2001: Unendliche Geschichte (Underdog Cru feat. Marteria)
- 2002: Geschichten (Pussi feat. Marteria & Gross A)
- 2005: Free Agents (Gabreal feat. Marsimoto)
- 2005: Happy Tree Friends (Gabreal feat. Marsimoto)
- 2005: Mostly Shitty Women (Gabreal feat. Marsimoto)
- 2005: Mutter wird Augen machen (Gabreal feat. Marsimoto & Mobla)
- 2005: Shootingstars (Gabreal feat. Marteria)
- 2008: Das große Fressen (Imbiss Bronko feat. Marsimoto)
- 2008: Der Auftrag (Olli Banjo feat. Marteria)
- 2008: Zwei gegen zwei (Hammer & Zirkel feat. Marteria)
- 2009: Blue Magic (Blaze feat. Marteria)
- 2009: Fly High (TAKS feat. Marteria & She-Raw)
- 2009: Fressroboter (Imbiss Bronko feat. Marsimoto)
- 2009: Rock ‘n’ Roll (Casper feat. Marteria)
- 2010: Generation Null (MontanaMax & Shiml feat. Marsimoto)
- 2011: Dreckig (Käpt’n Hook feat. Marsimoto & Charlie P)
- 2011: Einleitung (Pussi feat. Marteria, Charlie P, Closed Mic & Gab Real)
- 2011: Nur eine Tablette (Erold Dunkel feat. Marteria)
- 2011: Roboter (Lexy & K-Paul feat. Marteria)
- 2011: Sag niemals nie (Greckoe feat. Marsimoto)
- 2011: So perfekt (Casper feat. Marteria)
- 2011: Traktor (Wretch 32 feat. L & Marteria)
- 2012: Kahedi Dub (Max Herre feat. Marteria)
- 2012: Playmobil (RAF 3.0 feat. Marteria)
- 2012: Triptheorie / Meine Rhymes & Ich (MoTrip feat. Marsimoto)
- 2013: 18 Zoll (MC Fitti feat. Marsimoto)
- 2013: Adrenalin (Megaloh feat. Marteria)
- 2013: Keiner kann was machen (Keule mit Marteria)
- 2013: U.S.A. (Lexy & K-Paul feat. Marteria)
- 2013: Was wir sind (Chefket feat. Marteria)
- 2013: Wunderland (Yasha feat. Marteria)
- 2014: Abgrund (Mortis feat. Marteria)
- 2014: 1000 Jahre telefonieren (Miss Platnum feat. Marsimoto)
- 2014: Happy End (Olli Banjo feat. Marteria & Yasha)
- 2015: Gravitation (Bushido & Shindy feat. Marteria)
- 2015: Ramba Zamba (Schwesta Ewa feat. Marteria)
- 2015: Green Berlin Kinderzimmer (BattleBoi Basti feat. Marsimoto)
- 2016: Tourist (Maxim feat. Marteria)
- 2017: Normale Leute (Savas & Sido feat. Marteria)
- 2017: Fast Forward (Trettmann feat. Marteria)
- 2017: Himmel berühren (Joy Denalane feat. Marteria)
- 2018: Bananenrepublik 2018 (Udo Lindenberg feat. Marteria)
- 2018: Disco Inferno (Boys Noize feat. Marteria & Haftbefehl)
- 2019: Kein Ort (Mädness feat. Marteria)
- 2020: Papa war ein Rolling Stone (Haftbefehl feat. Marteria)
- 2021: Marlboro Lights (Bausa feat. Marteria)
- 2021: Eule (Jan Delay feat. Marteria)
- 2022: Finch und Marten (Finch feat. Marteria)
- 2022: Wendekind (Finch feat. Marteria & Silbermond)
- 2023: Ich kriege nie genug (Harris feat. Marsimoto)

### Remixe
- 2010: Siriusmoto – Siriusmoto (Siriusmo Remixed by Marsimoto)

## Statistik

### Chartauswertung
Interpretationen
|                     | DE     | AT    | CH    |
| ------------------- | ------ | ----- | ----- |
| Nummer-eins-Alben   | DE2DE  | AT—AT | CH—CH |
| Top-10-Alben        | DE10DE | AT6AT | CH5CH |
| Alben in den Charts | DE13DE | AT9AT | CH9CH |

|                       | DE     | AT    | CH    |
| --------------------- | ------ | ----- | ----- |
| Nummer-eins-Singles   | DE2DE  | AT—AT | CH—CH |
| Top-10-Singles        | DE6DE  | AT2AT | CH—CH |
| Singles in den Charts | DE37DE | AT8AT | CH6CH |

Autorenbeteiligungen und Produktionen
|                       | DE     | AT    | CH    |
| --------------------- | ------ | ----- | ----- |
| Nummer-eins-Singles   | DE2DE  | AT—AT | CH—CH |
| Top-10-Singles        | DE4DE  | AT2AT | CH—CH |
| Singles in den Charts | DE19DE | AT9AT | CH6CH |

### Auszeichnungen für Musikverkäufe
| Goldene Schallplatte - Deutschland - 2023: für das Lied Endboss |

Anmerkung: Auszeichnungen in Ländern aus den Charttabellen bzw. Chartboxen sind in ebendiesen zu finden.
| Land/RegionAuszeichnungen für Musikverkäufe (Land/Region, Auszeichnungen, Verkäufe, Quellen) | Gold       | Platin     | Diamant  | Verkäufe  | Quellen           |
| -------------------------------------------------------------------------------------------- | ---------- | ---------- | -------- | --------- | ----------------- |
| Deutschland (BVMI)                                                                           | 10× Gold10 | 3× Platin3 | Diamant1 | 3.350.000 | musikindustrie.de |
| Österreich (IFPI)                                                                            | Gold1      | —          | —        | 15.000    | ifpi.at           |
| Schweiz (IFPI)                                                                               | —          | Platin1    | —        | 30.000    | hitparade.ch      |
| Insgesamt                                                                                    | 11× Gold11 | 4× Platin4 | Diamant1 |           |                   |